# 周灵王
周靈王（？—前545年），姓姬，名泄心，是周简王之子，東周第11代國王，在位27年。《幼学琼林》中说他出生时便有胡须。
《列仙傳》中記載：周灵王的长子太子晋天性聪明，善吹笙，立他为太子，不幸早逝。公元前545年十一月的某天夜裡，周灵王梦见太子骑着白鹤来迎接他。传位于次子王子贵，癸巳日，病死。孔子在周靈王二十一年出生于魯。
在位期間執政為王叔陳生、伯輿、單靖公。

## 子女
- 太子晉，周灵王的太子，不幸早逝。後被前蜀皇帝王建追諡為「蜀聖祖」。
- 王子貴，周靈王的兒子。繼承周靈王的王位，為周景王。
- 王子佞夫。

## 影視作品
- 《龍族的後裔》由王力飾演。